# Gwaith-i-Mírdain
 (mars 2023).
Si vous disposez d'ouvrages ou d'articles de référence ou si vous connaissez des sites web de qualité traitant du thème abordé ici, merci de compléter l'article en donnant les références utiles à sa vérifiabilité et en les liant à la section « Notes et références ».
Gwaith-i-Mírdain, ou seulement les Mírdain (guilde des Forgerons de Joyaux ou confrérie des Orfèvres, en sindarin), est dans l'œuvre de l'auteur britannique J. R. R. Tolkien une confrérie des forgerons et d'orfèvres Ñoldor qui vivent en Eregion au Second Âge de la Terre du Milieu.
Dirigés par Celebrimbor, le petit-fils de Fëanor et fils de Curufin, ils sont principalement connu pour avoir forgé les Anneaux de Pouvoir, sous l'influence de Sauron.

## Histoire
Vers l'an 750 du Second Âge, certains Ñoldor vivant au Lindon, sous l'autorité de Gil-galad, passèrent en Eriador pour fonder le royaume d'Eregion, à l'ouest des Monts Brumeux, attirés par les richesses engrangées par les Nains à Khazad-dûm notamment grâce au fameux mithril. Dirigés par Celebrimbor, le petit-fils de Fëanor, le forgeron des Silmarils, les Mírdain devinrent vite célèbres pour leurs compétences :

« En Eregion, les artisans des Gwaith-i-Mírdain, la confrérie des Orfèvres, surpassèrent en talent tout ce qui avait jamais été fait, sauf par Fëanor lui-même. Le plus célèbre d'entre eux fut Celebrimbor, le fils de Curufin qui s'était séparé de son père et était resté à Nargothrond quand Celegorm et Curufin en avaient été chassés, comme il est raconté dans le Quenta Silmarillion. »

— J. R. R. Tolkien, Le Silmarillion, « Les Anneaux de Pouvoir et le Troisième Âge ».
Leur réputation devint telle que vers l'an 1200 S. Â., Sauron, déguisé sous les traits d'Annatar, le Seigneur des Dons, vint en personne en Eregion leur proposer son aide et ses connaissances. Avec son aide, les Mírdain forgèrent une partie des Anneaux de Pouvoir, et notamment les Neuf anneaux des Hommes et les Sept anneaux des Nains. De son côté, et sans l'aide de Sauron, Celebrimbor créa les Trois anneaux des Elfes. Néanmoins, vers 1590-1600 S. Â., Sauron trahit la confrérie en forgeant seul l'Anneau unique, ayant tout pouvoir sur les Neuf et les Sept.
Celebrimbor, avisant la traitrise de Sauron, parvint à dissimuler les Trois, et les offrit à leurs porteurs respectifs : Galadriel, Gil-galad et Círdan. Sauron, ne pouvant mettre la main sur les Trois, déclara alors la guerre aux Mírdain, vers 1695 S. Â. Celebrimbor est assassiné par Sauron, et la guilde est détruite en 1697 S. Â. Le royaume d'Eregion est détruit dans cette guerre, qui entraîne la fondation d'Imladris.